# Resistenza di Urfa
La Resistenza di Urfa (in armeno Ուրֆայի հերոսամարտի?) o Ribellione di Urfa (in turco Urfa İsyanı) è stata la resistenza armena nella città di Urfa durante la prima guerra mondiale organizzata come reazione alle azioni del governo ottomano legate al genocidio armeno. La resistenza fu repressa in seguito all'intervento tedesco.
Ad Urfa i massacri erano iniziati a metà agosto, durante il 15-19 agosto quando 400 persone furono cacciate fuori città e uccise. Gli armeni a Urfa invece di essere deportati e uccisi preferirono opporre resistenza.
Il 27 maggio 1915, diverse centinaia di armeni furono tenuti prigionieri dalle autorità ottomane a Urfa. La comunità tenne una riunione per adottare una soluzione e i partecipanti pensarono a molte tattiche diverse. Mgrdich Yotneghparian e i suoi partigiani furono tra i pochi che preferirono combattere fino alla morte piuttosto che cedere agli ottomani. Il massacro di Adana del 1909 aveva reso Yotneghparian sempre più cauto nei confronti del nuovo governo dei giovani turchi e della costituzione turca.
Guidati dal carismatico Mgerdich, la resistenza dei combattenti armeni localizzata nelle case di pietra pesantemente fortificate iniziò il 29 settembre e durò 16 o 21 giorni. Fu alla fine fu interrotta solo con l'aiuto di un contingente di rinforzo di seimila soldati turchi equipaggiato con artiglieria pesante.